# 함메르 도법

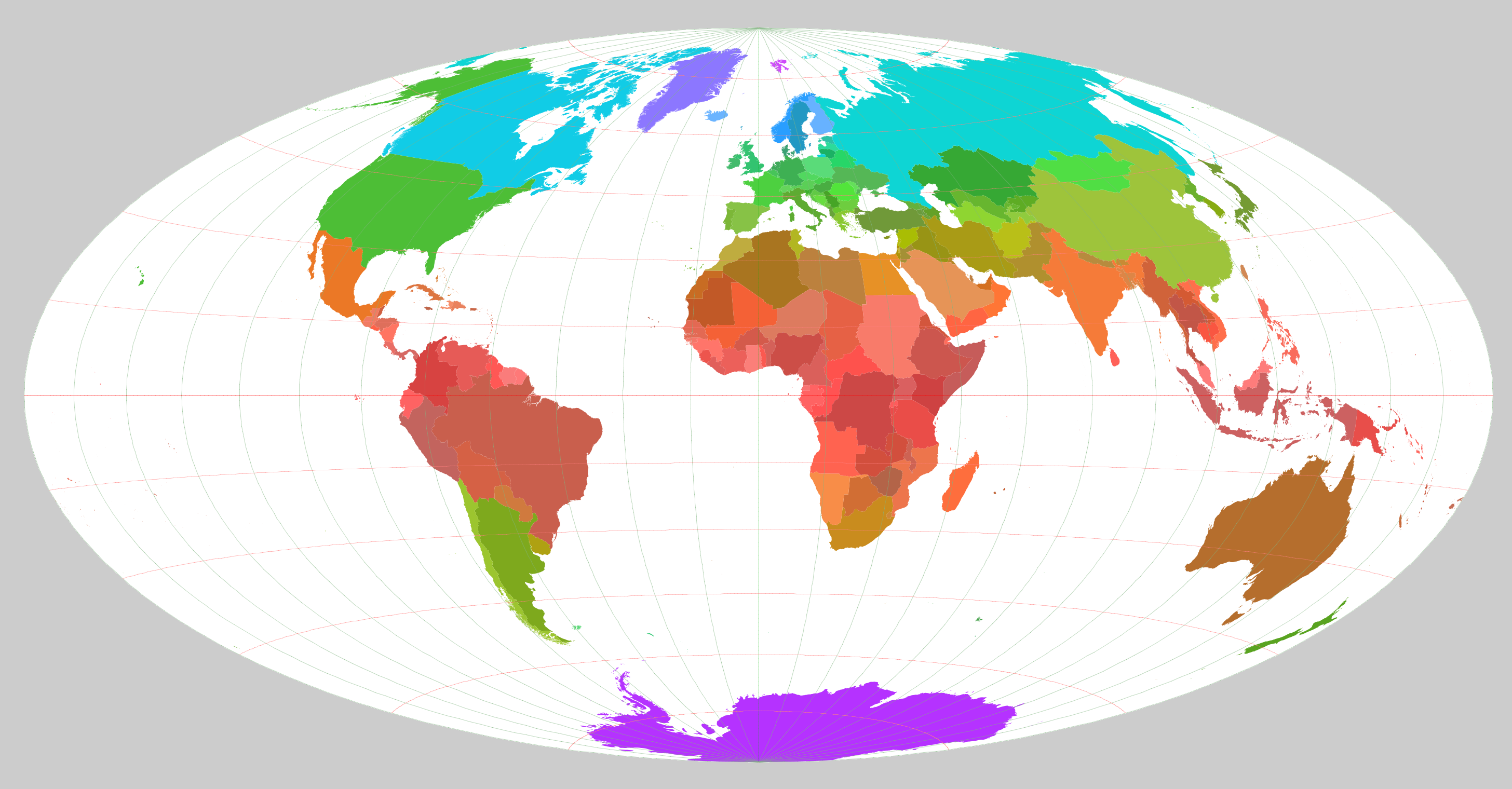

함메르 도법(Hammer 圖法)은 1892년 독일 사람 함메르가 고안하였다. 이 도법은 람베르트 정적방위도법의 횡축법을 써서 반구를 그린 그림을 가로로 2배 늘려 세계 지도를 그리려 한 것으로, 중앙 경선과 적도 길이의 비는 1：2이다. 외곽선은 몰바이데도법과 같으나, 적도를 제외한 모든 위선이 몰바이데도법에서는 직선인데 비해, 함메르 도법에서는 활 모양으로 좁혀져 있다. 함메르 도법은 세계 전체를 대상으로 한 통계 지도 등 분포도를 그리는 데 알맞다.

## 같이 보기
- 아이토프 도법